# دالاخوو
دالاخوو (به لهستانی:  Dalachów) یک منطقهٔ مسکونی در لهستان است که در گمینا رودنگکی واقع شده‌است. دالاخوو ۷٫۵ کیلومتر مربع مساحت و ۱٬۲۹۵ نفر جمعیت دارد.